# نورث بروفيدانس (رود آيلاند)
نورث بروفيدانس (بالإنجليزية: North Providence)‏ هي بلدة تقع بولاية رود آيلاند في الولايات المتحدة. تبلغ مساحتها 15.1 (كم²)، وترتفع عن سطح البحر 56 م، بلغ عدد سكانها 32078 نسمة في عام 2010 حسب إحصاء مكتب تعداد الولايات المتحدة وتصل الكثافة السكانية فيها 2182.2 نسمة/كم2.

## أعلام
- شون براكيت
- إيرني ديجريجوريو
- إليشا براون
- جيم جيلكريست

## وصلات خارجية
- The US50 - Cities and Towns in Rhode Island State
- Rhode Island Cities and Towns, Facts, Map, Flag, Colleges, Government, and More